# Cyanocrates
Cyanocrates is een geslacht van vlinders van de familie sikkelmotten (Oecophoridae), uit de onderfamilie Xyloryctinae.

## Soorten
- C. grandis (Druce, 1912)
- C. inventrix Meyrick, 1925